# Deep Core – Die Erde brennt
Deep Core – Die Erde brennt ist ein US-amerikanischer Katastrophenfilm aus dem Jahr 2000 mit Bruce McGill. Der Film wurde in Deutschland am 19. Dezember 2000 auf VHS veröffentlicht.

## Handlung
Durch eine Erdbohrung – unterstützt vom chinesischen Militär – wird versehentlich eine Instabilität der Kontinentalplatten ausgelöst; Vulkanausbrüche und Flutwellen sind die Folge. Ein Team von Geologen und Bohrspezialisten soll mit Hilfe gezielter Atomsprengungen die Erdkruste wieder stabilisieren. Als Gefährt wird ein Spezialfahrzeug verwendet, das mit einem Hitzeschild ausgestattet ist und sich in unterirdisches Gestein einen Tunnel bohren kann.

## Kritiken
„Ein nur optisch halbwegs überzeugender Actionfilm, der am Unvermögen von Inszenierung und Buch hoffnungslos scheitert. Letztlich nicht mehr als das Dokument maßloser Selbstüberschätzung.“

„Unfug mit käsigen Computertricks und krummer Story und diversen Star-Trek-Lieblingen. Da bebt allerhöchstens die Hand auf der Fernbedienung.“